# سان بيادجو بلاتاني
سان بيادجو بلاتاني (بالإيطالية: San Biagio Platani)‏ هي بلدية في مقاطعة أغريجنتو في صقلية الإيطالية.

## السكان
في سنة 1861 بلغ عدد السكان 2٬294 نسمة، وتطور العدد ليصل في سنة 2011 لـ 3٬501 نسمة.
يظهر هذا المخطط البياني تطور النمو السكاني لـ سان بيادجو بلاتاني